# 2267, ultime croisade
Babylon 5
2267, ultime croisade (Crusade) est une série télévisée américaine en treize épisodes de 42 minutes, créée par Joe Michael Straczynski. Elle a été diffusée du 9 juin au 1er septembre 1999 sur la chaîne TNT.
En France, la série a été diffusée du 8 octobre 2000 au 18 mars 2001 sur Canal+. Elle reste inédite dans les autres pays francophones.

## Synopsis
Cette série, dérivée de Babylon 5, met en scène les aventures de l'équipage du vaisseau Excalibur, fleuron de la flotte spatiale terrienne, dont la mission, vitale pour l'avenir de l'espèce humaine, est de découvrir un remède au virus disséminé sur Terre par une race extra-terrestre hostile, les Drakhs. D'ici cinq ans, ce virus génétiquement modifié est programmé pour s'activer et détruire l'humanité. Le capitaine Matthew Gideon et son équipage trié sur le volet ne disposent que de ce délai pour parcourir l'univers afin de découvrir un remède.

## Distribution
- Gary Cole (VF : Philippe Vincent) : Capitaine Matthew Gideon
- Tracy Scoggins (VF : Françoise Cadol) : Capitaine Elizabeth Lochley
- Daniel Dae Kim (VF : Stéphane Marais) : John Matheson
- David Allen Brooks (VF : Patrick Laplace) : Max Eilerson
- Peter Woodward (en) (VF : Jérôme Keen) : Galen
- Marjean Holden (en) (VF : Annie Milon) : Dr Sarah Chambers
- Carrie Dobro (en) (VF : Catherine Hamilty) : Dureena Nafeel

- Version française : 
  - Société de doublage : L'Européenne de Doublage[1]
  - Direction artistique : Gilbert Lévy[1]

 Source et légende : version française (VF) sur RS Doublage et Doublage Séries Database

## Épisodes
1. État de guerre (War Zone)
2. Le Long Voyage (The Long Road)
3. Les Puits de l'éternité (The Well of Forever)
4. La Voie du chagrin (The Path of Sorrows)
5. Les Méandres de l'âme (Patterns of the Soul)
6. Complot d'outre-tombe (Ruling from the Tomb)
7. Les Règles du jeu (The Rules of the Game)
8. Mensonges et apparences (Appearances and Other Deceits)
9. La Planète obscure (Racing the Night)
10. Relique de guerre (The Memory of War)
11. Sauver la Terre (The Needs of Earth)
12. Des visiteurs indésirables (Visitors from Down the Street)
13. Contamination et mariage (Each Night I Dream of Home)

## Commentaires

### La série dans l'universBabylon 5
La série s'inscrit dans la continuité de l'univers créé par Straczynski dans Babylon 5. Les événements de son premier épisode suivent immédiatement ceux du téléfilm L'Appel aux armes (A Call to Arms) dans lequel les Drakhs menaient une attaque contre la Terre et y dispersaient un virus mortel.
Le vaisseau Excalibur a été mis en service dans L'Appel aux armes et est issu d'un projet conjoint Minbari-Alliance terrienne, lancé par le président de l'Alliance interstellaire John Sheridan fin 2262 (saison 5 de Babylon 5). Le personnage de Max Eilerson travaille pour IPX (les Expéditions inter-planétaires), une firme qui explore les mondes aux civilisations disparues pour retrouver leurs technologies.
Les Techno-mages, que représente Galen, avaient été aperçus pendant leur exode au cours de la deuxième saison de la série-mère, et leur histoire et celle de Galen ont été développées dans une trilogie de romans de Jeanne Cavelos, The Passing of the Techno-Mages.
Le capitaine Elizabeth Lochley, gouverneur de la station Babylon 5, est le seul personnage de la série initiale au générique de 2267, ultime croisade. L'épisode 14 devait voir l'apparition du personnage du télépathe Alfred Bester, en fuite depuis la fin de la guerre civile des télépathes qui eut lieu sur Terre, entre 2262 et 2267. Cette série d'attentats violents provoqua la dissolution du Corps Psi et de nouvelles lois en faveur de l'intégration des télépathes, notamment dans l'armée, et dont le lieutenant John Matheson est un exemple.
Sur internet ont circulé officiellement sur un site de lecture de textes, puis clandestinement, les scénarios de Straczynski pour les deux derniers épisodes de la saison 1 (nos 1.21 et 1.22). Ils devaient lancer l'action de la série vers les projets terriens d'adaptation de la technologie des Ombres sur les croiseurs des Forces terriennes, sujet déjà évoqué pendant la saison 4 de Babylon 5, mais que l'Alliance terrienne poursuit encore.
La série a été arrêtée prématurément en raison de graves dissensions entre TNT et Joe Michael Straczynski.